# ایچا وارم والد
ایچا وارم والد (به آلمانی: Aicha vorm Wald) یک شهر در آلمان است که در بایرن واقع شده‌است.

## خصوصیات
ایچا وارم والد ۲۰٫۳۲ کیلومترمربع مساحت دارد ۳۳۵-۵۳۲ متر بالاتر از سطح دریا واقع شده‌است.